# Protezione (informatica)
La protezione, in informatica, consiste nel prevenire, attraverso opportuni controlli a tempo di esecuzione, che vengano eseguite operazioni illegittime sugli oggetti di un sistema informatico.
I meccanismi di protezione vengono usati per due scopi distinti:
- come prevenzione dagli errori dovuti ai guasti, e in questo caso si parla di tolleranza ai guasti;
- come salvaguardia da condotte maliziose, per garantire principalmente la confidenzialità, l'integrità e la disponibilità delle informazioni, e in questo caso si parla di sicurezza informatica.

Per le finalità della sicurezza informatica sono fondamentali sia le tecniche usate per la tolleranza ai guasti, sia tecniche aggiuntive come la crittografia e l'autenticazione.

## Meccanismo di protezione
Il compito di un meccanismo di protezione è quello di verificare che ogni volta che un certo soggetto (ad esempio un modulo di elaborazione) invoca un'operazione su un certo oggetto (ad esempio una struttura dati), esista in quell'istante un diritto che gli consente tale comportamento. 
Nel caso in cui il diritto esiste, l'operazione verrà eseguita, altrimenti verrà generata un'eccezione di violazione di protezione.
In un sistema di protezione un tale meccanismo è presente a tutti i livelli di astrazione dell'architettura, eventualmente utilizzando i meccanismi dei livelli sottostanti.